# Elysia tomentosa
Elysia tomentosa is een slakkensoort uit de familie van de Plakobranchidae. De wetenschappelijke naam van de soort is voor het eerst geldig gepubliceerd in 1997 door Jensen.